# Afrakeura virosae
Afrakeura virosae är en insektsart som beskrevs av Einyu och M. Firoz Ahmed 1979. Afrakeura virosae ingår i släktet Afrakeura och familjen dvärgstritar. Inga underarter finns listade i Catalogue of Life.